# Cryptographis clavata
Cryptographis clavata là một loài bướm đêm trong họ Crambidae.